# المياه والصرف والنظافة الصحية

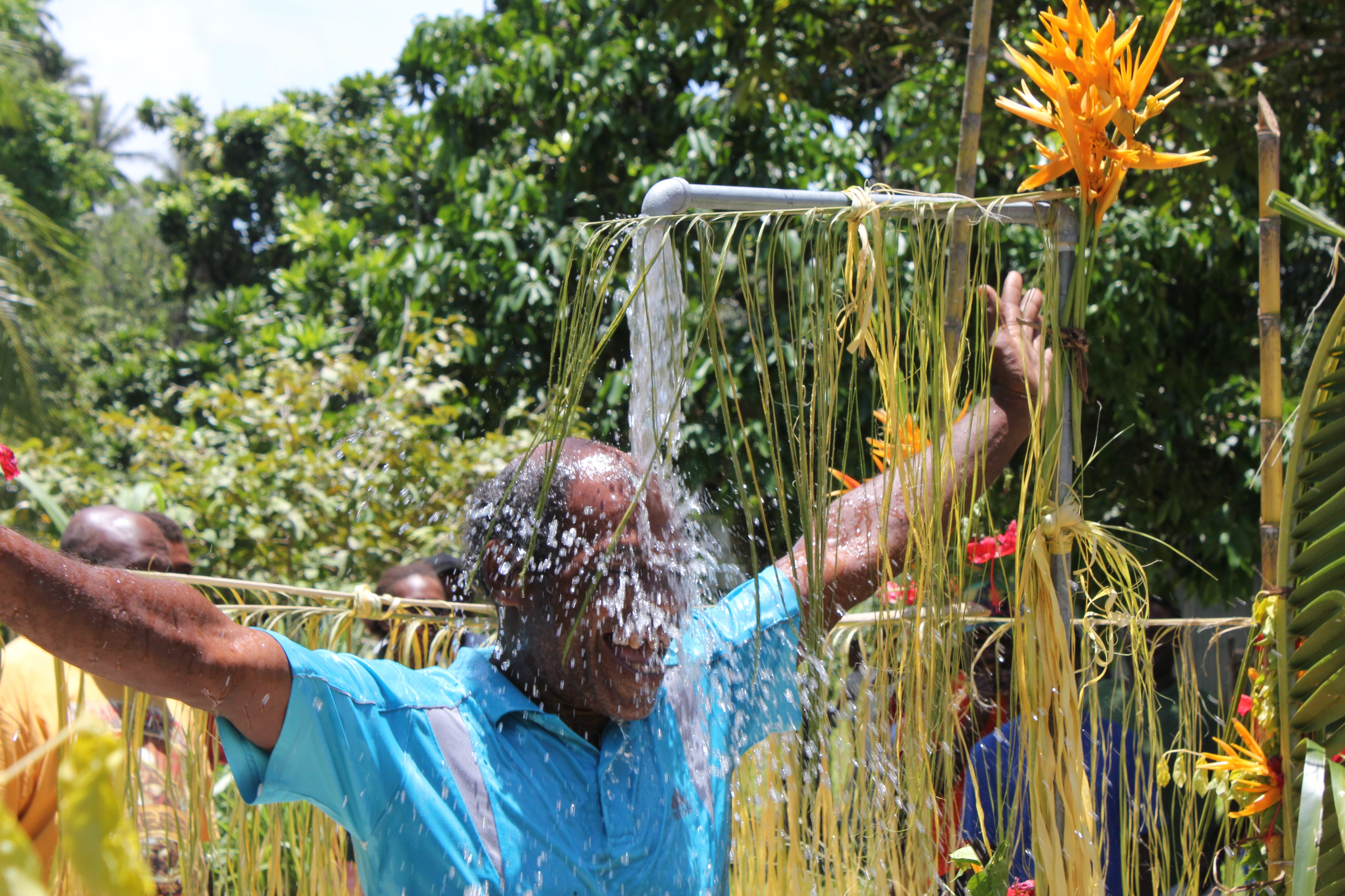
احتفال بوصول المياه بمشروع ايزابيل، جزيرة سولومون

المياه والصرف والنظافة الصحية هو اختصار يشير إلى «المياه والصرف الصحي والنظافة». يعتبر الوصول العالمي والمستدام والمقبول إلى المياه والصرف الصحي والنظافة الصحية أحد القضايا الرئيسية في مجال الصحة العامة وفي إطار التنمية الدولية وهو محور الهدف السادس من أهداف التنمية المستدامة.
تؤكد العديد من وكالات التنمية الدولية أن الاهتمام بالمياه والصرف الصحي يمكن أن يحسِّن أيضاً الصحة، ومتوسط العمر المتوقع، وتعلم الطلاب، والمساواة بين الجنسين، وقضايا أخرى مهمة في التنمية الدولية. يشمل الوصول إلى المياه والصرف الصحي والنظافة العامة المياه الصالحة للشرب، والصرف الصحي المناسب والتعليم الصحي. هذا يمكن أن يقلل من المرض والوفاة، وكذلك الحد من الفقر وتحسين التنمية الاجتماعية والاقتصادية. ويساهم الافتقار إلى خدمات الصرف الصحي في وفاة حوالي 700.000 طفل كل عام بسبب الإسهال، لا سيما في البلدان النامية. يمكن أن يكون للإسهال المزمن آثار سلبية طويلة المدى على الأطفال، من حيث النمو البدني والإدراكي. بالإضافة إلى ذلك، قد يؤدي نقص مرافق المياه والصرف الصحي والنظافة العامة إلى منع الطلاب من الذهاب إلى المدرسة وفرض عبء غير عادي على النساء وخفض إنتاجية العمل. في عام 2015، قدرت منظمة الصحة العالمية (WHO) أن «1 من كل 3 أشخاص، أو 2.4 مليار، لا يزالون بلا مرافق صحية» بينما لا يزال 663 مليون شخص يفتقرون إلى مياه الشرب النظيفة والآمنة.
في عام 2015، قدرت منظمة الصحة العالمية (WHO) أن «1 من كل 3 أشخاص، أو 2.4 مليار، لا يزالون بلا مرافق صحية» بينما لا يزال 663 مليون شخص يفتقرون إلى مياه الشرب النظيفة والآمنة. [5] [6]

## خلفية الموضوع

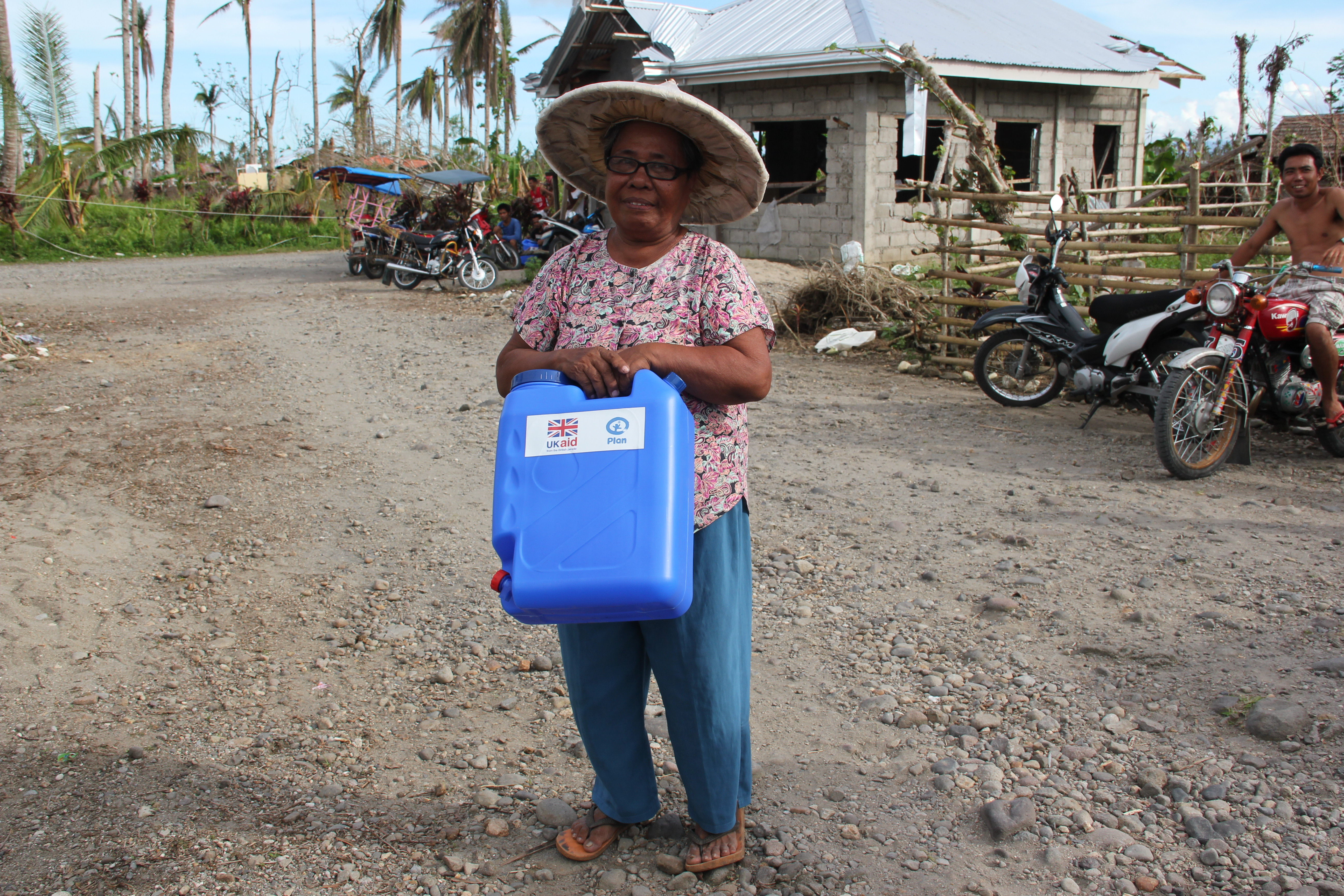
Distributing jerrycans to help people store clean drinking water in the الفلبين

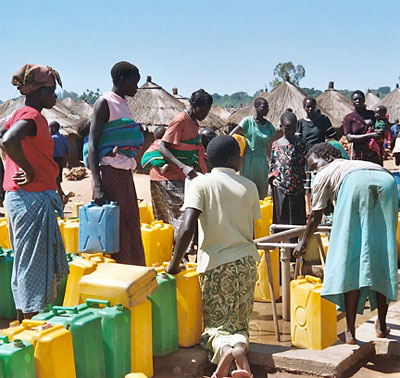
Women line up at a ثقب السبر to fill their containers with water (Labuje مخيم لاجئين,, Kitgum District, Northern Region of Uganda)

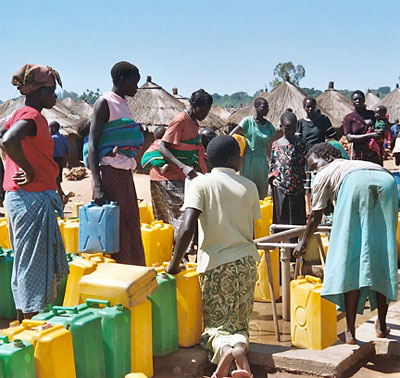
Women line up at to fill their containers with water Uganda)

يجمع مفهوم المياه والصرف الصحي والنظافة العامة معا إمدادات المياه والصرف الصحي والنظافة الصحية لأن تأثير أوجه القصور في كل منطقة يتداخل بقوة. إن معالجة أوجه القصور هذه معاً يمكن أن يحقق تأثيراً إيجابياً قوياً على الصحة العامة.
شملت أهداف الأمم المتحدة للألفية تحسين خدمات المياه والصرف الصحي والنظافة في الهدف السادس 6.C: "خفض نسبة السكان إلى النصف بحلول عام 2015 دون إمكانية الوصول المستدام إلى مياه الشرب المأمونة وخدمات الصرف الصحي الأساسية. وقد استُعيض عن ذلك بأهداف التنمية المستدامة، حيث يهدف الهدف 6 إلى "ضمان التوافر والإدارة المستدامة للمياه والصرف الصحي للجميع".
ویمکن للوصول إلی المیاه والصرف الصحي والنظافة والصرف الصحي، ولا سیما المیاه المأمونة والصرف الصحي الملائم والتثقیف الصحي الصحیح، أن یقلل من المرض والوفاة، ویؤثر أیضاً علی الحد من الفقر والتنمیة الاجتماعیة والاقتصادیة. يساهم نقص الصرف الصحي في وفاة ما يقرب من 700.000 طفل كل عام بسبب الإسهال. الإسهال المزمن يمكن أن يكون له تأثير سلبي على نمو الطفل (على حد سواء البدني والمعرفي). بالإضافة إلى ذلك، قد يؤدي نقص مرافق المياه والصرف الصحي والنظافة العامة إلى منع الطلاب من الذهاب إلى المدرسة، وفرض عبء على النساء، وتقليل الإنتاجية.
على الرغم من أن الحصول على خدمات الصرف الصحي قد تحسن خلال العقود الماضية، فإن منظمة الصحة العالمية تقدر أن «2.5 مليار شخص - أكثر من ثلث سكان العالم - يعيشون دون مرافق الصرف الصحي الأساسية». في عام 2015، كان هناك 750 مليون شخص يفتقرون إلى مياه الشرب النظيفة والآمنة ونحو 2300 شخص يموتون كل يوم بسبب الإسهال.
ساعدت السنة الدولیة للصرف الصحي في عام 2008 في زیادة الاھتمام بتمویل الصرف الصحي في برامج المیاه والصرف الصحي العدید من الجھات المانحة. على سبيل المثال، قامت مؤسسة Bill و Melinda Gates بزيادة تمويلها لمشروعات الصرف الصحي منذ عام 2009، مع تركيز قوي على إعادة استخدام الفضلات.

## دليل على النتائج الصحية
هناك جدل في الأدبيات الأكاديمية حول فعالية النتائج الصحية عند تنفيذ برامج المياه والصرف الصحي والنظافة في البلدان المنخفضة والمتوسطة الدخل. تقدم العديد من الدراسات دليلاً ضعيف الجودة على التأثير السببي لبرامج المياه والصرف الصحي والنظافة الصحية على النتائج الصحية ذات الأهمية. إن طبيعة تدخلات المياه والصرف الصحي والنظافة الصحية هي التي تجعل التجارب عالية الجودة، مثل التجارب ذات الشواهد (RCTs) باهظة الثمن وصعبة، وفي كثير من الحالات لا تكون أخلاقية. وبالتالي، فإن التأثير السلبي من مثل هذه الدراسات يكون عرضة للانحياز بسبب الخلط المتبقي.[بحاجة لمصدر]
حاول العديد من الباحثين تلخيص الأدلة على تدخلات المياه والصرف الصحي والنظافة من العدد المحدود من الدراسات عالية الجودة. يبدو أن التدخلات الصحية، لا سيما تلك التي تركز على تعزيز غسل اليدين، فعالة بشكل خاص في الحد من انتشار الأمراض. وجد التحليل التلوي للأدبيات أن تدخلات غسل اليدين قللت من خطر الإصابة بالإسهال بنسبة تقارب 40٪. وبالمثل، وجد أن تعزيز غسل اليدين يرتبط بانخفاض في معدلات انتشار المرض بنسبة 47٪.
يمكن أن يكون لأنواع محددة من مشاريع تحسين نوعية المياه تأثير وقائي من نشر الأمراض والوفيات. خلصت تجربة مراقبة عشوائية في الهند إلى أن توفير أقراص الكلور لتحسين جودة المياه أدى إلى انخفاض بنسبة 75٪ في حالات الإصابة بالكوليرا بين مجتمع الدراسة. كما وجدت دراسة شبه عشوائية عن البيانات التاريخية من الولايات المتحدة أن إدخال تكنولوجيات المياه النظيفة في المدن الرئيسية كان مسؤولاً عن ما يقرب من نصف الانخفاض في إجمالي الوفيات وأكثر من ثلاثة أرباع الانخفاض في معدل وفيات الرضع. ومع ذلك، فإن معظم الدراسات حول تدخلات تحسين نوعية المياه تعاني من التباس متبقي أو ضعف الالتزام بالآلية التي تجري دراستها. على سبيل المثال، وجدت دراسة أجريت في نيبال أن الالتزام باستخدام أقراص الكلور أو محلول الكلور لتنقية المياه كان منخفضًا بنسبة 18.5٪ بين أسر البرامج.
من النادر وجود دراسات حول تأثير التدخلات الصحية على الصحة. عندما تقوم الدراسات بتقييم إجراءات الصرف الصحي، يتم تضمينها في الغالب كجزء من مجموعة من التدخلات المختلفة. يشير تحليل مجمَّع لعدد محدود من الدراسات حول تدخلات الصرف الصحي إلى أن تحسين الصرف الصحي له تأثير وقائي على الصحة. كما تبين أن تدخل الصرف الصحي الممول من اليونيسف (المعبأ في تدخل أوسع نطاقا للمياه والصرف الصحي) له تأثير وقائي على حالات الإسهال دون سن الخامسة ولكن ليس على حدوث الإسهال في الأسر.
یبدو أن تدخلات المیاه والصرف الصحي لھا بعض العواقب الھامة غیر المقصودة. على سبيل المثال، كان العديد من المستفيدين من البرنامج ينظرون إلى تدخل منظمة الصحة العالمية الممول من اليونيسف في نيجيريا على أنه تمكين للنساء والشباب.
```
[
16
]

وعلى النقيض من ذلك، أفادت دراسة عن برنامج معالجة الكلورة في المياه في 
غينيا
 - 
بيساو
 في عام 2008 أن الأسر توقفت عن معالجة المياه داخل أسرتها بسبب البرنامج الذي أدى بالتالي إلى زيادة خطر الإصابة بالكوليرا.
```

## الأنشطة

### التوعية
تضطلع منظمات مختلفة بانتظام بنشر الوعي بأهمية المياه والصرف الصحي والنظافة من خلال منشوراتها وأنشطتها في أيام معينة من السنة (أيام الاحتفال الدولية للأمم المتحدة)، وهي: اليوم العالمي للمياه (22 آذار / مارس)، واليوم العالمي لمرحاض الصرف الصحي (19 نوفمبر)، واليوم العالمي لغسل اليدين للنظافة (15 أكتوبر).

### أمراض استوائية مهملة
تساعد تدخلات المياه والصرف الصحي والنظافة العامة على الوقاية من العديد من الأمراض الاستوائية المهملة (NTDs)، على سبيل المثال داء الديدان المنقولة عن طريق التربة. [17] يستفيد منهج متكامل لأجهزة والمياه والصرف الصحي من القطاعات والمجتمعات المحلية التي تهدف إلى خدمتها. هذا صحيح بشكل خاص في المناطق التي يتوطنها أكثر من مرض استوائي واحد. [17]
تم إنشاء خريطة للمساعدة في تحديد المناطق ذات المستويات العالية من العدوى مع NTDs المتأثرة بمياه الصرف الصحي وانخفاض مستويات تغطية المياه والصرف الصحي في المناطق الريفية المحسنة. [18] بالإضافة إلى ذلك، يمكن لممارسي المياه والصرف الصحي استخدام دليل "WASH" وأمراض المناطق المدارية المهملة: دليل لمنفذي المياه والصرف الصحي" لاستهداف وتنفيذ ومراقبة تأثير WASH على مناطق انتشار الأمراض الاستوائية.
في أغسطس 2015، كشفت منظمة الصحة العالمية (WHO) عن إستراتيجية وخطة عمل عالميتين لدمج المياه والصرف الصحي والنظافة الصحية مع التدخلات الصحية العامة الأخرى من أجل تسريع القضاء على هذه الأمراض. [20] تهدف الخطة إلى تكثيف السيطرة أو القضاء على بعض أمراض المناطق المدارية المهملة في مناطق محددة بحلول عام 2020. [21] ويشير إلى معالم طريق خارطة طريق NTD التي شملت على سبيل المثال استئصال داء التنينات بحلول عام 2015 وانبساط الداء العليقي بحلول عام 2020، والقضاء على التراخوما وداء الفيلاريات اللمفاوي كمشاكل صحية عامة بحلول عام 2020، ومكافحته على مكافحة حمى الدنج، والبلهارسيا، والديدان التي تنتقل عن طريق التربة. [22]
تتكون الخطة من أربعة أهداف إستراتيجية:
1. تحسين الوعي بفوائد أعمال WASH و NTD المشتركة؛
2. رصد إجراءات WASH و NTD لتتبع التقدم
3. تعزيز الأدلة على كيفية تقديم تدخلات فعالة في مجال المياه والصرف الصحي
4. تخطيط وتقييم برامج المياه والصرف الصحي والنظافة الصحية بمشاركة جميع المسئولين والمشاركين. [23]

## التحديات

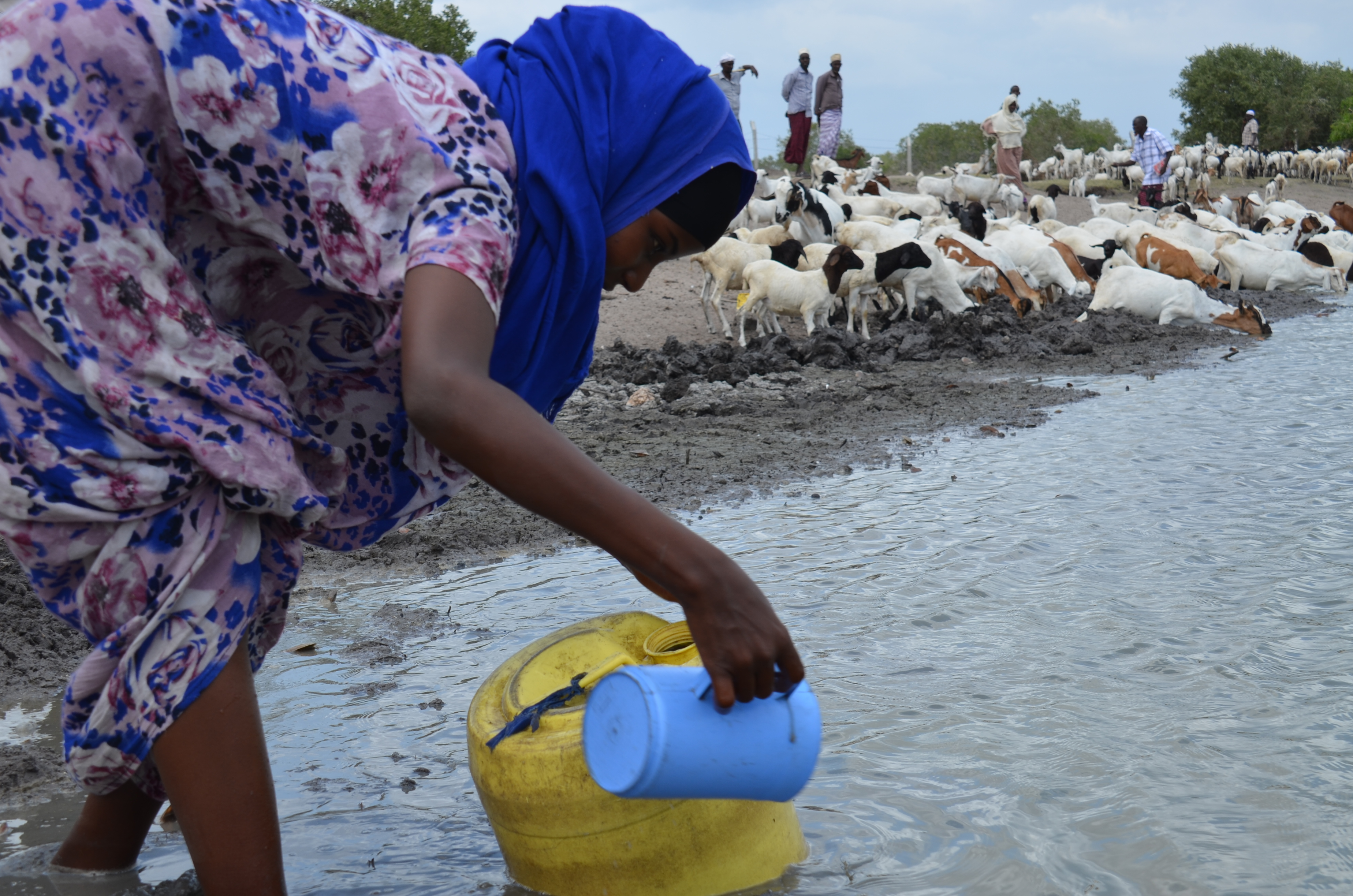
جلب الماء لإرواء العطش: صورة إفريقية لحياة الريف اليومية

قد يرجع جزء من سبب التقدم البطيء في الصرف الصحي إلى «التحضر للفقر»، حيث أن الفقر يتركز بشكل متزايد في المناطق الحضرية. [24] تشكل الهجرة إلى المناطق الحضرية، مما يؤدي إلى مجموعات من الفقر أكثر كثافة، تحديا للبنية التحتية للصرف الصحي التي لم تكن مصممة أصلا لخدمة العديد من الأسر، إذا وجدت على الإطلاق.
ومع تزايد الفقر في المناطق الحضرية، تتزايد ظاهرة العشوائيات الحضرية. غالباً ما تكون العشوائيات مبنية بشكل غير قانوني استجابة لنقص المساكن الدائمة، ولديها مجموعة محددة من المشاكل المرتبطة بها. علی سبیل المثال، قد یعني نقص حقوق الملکیة وانعدام الاستقرار المرتبط بمسکن الأحیاء الفقیرة أن المقیم لن یکون راغباً في الاستثمار في خدمات المیاه والصرف الصحي للمبنی الذي قد لا يتحمل عاصفة، أو قد یُطرد منھا. بالإضافة إلى ذلك، «قد تكون المناطق الحضرية الجديدة غير متجانسة للغاية - سواء من الناحية العرقية أو من حيث توزيع الثروة. وقد تواجه تدفقًا مستمرًا للمهاجرين الجدد». [25] قد تجعل هذه التجانس من الصعب تنسيق الجهود لبناء وصيانة مشتركة نظام الصرف الصحي للأحياء الفقيرة.
على سبيل المثال، تساعد منظمة أوكسفام على توفير مليون لتر من المياه يومياً في مينغكامين في جنوب السودان، ولكن الطلب يتطلب من الناس الانتظار لمدة تصل إلى ساعتين لملء حاوياتهم. تنشب المعارك في بعض الأحيان عند نقطة الماء لأن الجميع ينتظرون وقتا طويلا. [بحاجة لمصدر]

### الخطط الوطنية للمياه والصرف الصحي
ووجد تقرير لمنظمة الصحة العالمية أن ثلث البلدان التي شملتها الدراسة فقط لديها خطط وطنية للمياه والصرف الصحي والنظافة الصحية يتم تنفيذها بشكل صحيح وتمويلها ومراجعتها بانتظام. في معظم البلدان، كان الرصد غير متسق وكانت هناك فجوات حرجة. تعد البیانات الموثوقة أمرًا ضروریًا لإعطاء الموافقة علی قرار السیاسة ومراقبة وتقییم النتائج ولتحدید أولئك الذین لا یحصلون علی المیاه والصرف الصحي والنظافة الصحیة. يوجد لدى العديد من البلدان أطر للرصد في مجال المياه والصرف الصحي والنظافة الصحية، ولكن معظم البيانات التي تم الإبلاغ عنها غير متناسقة، مما أدى إلى ضعف التقييم وتحليل بيانات النتائج. [26]

### فشل أنظمة المياه والصرف الصحي
مزيد من المعلومات: فشل أنظمة المياه والصرف الصحي. وقد حددت جهود رسم الخرائط ورصد الحكومة الوطنية، وكذلك رصد المنظمات غير الحكومية أو الباحثين في مرحلة ما بعد المشروع، فشل أنظمة إمدادات المياه (بما في ذلك نقاط المياه والآبار والآبار) وأنظمة الصرف الصحي باعتبارها تحديات رئيسية.

## في المدارس
WASH في المدارس، وتسمى أحيانًا SWASH أو WinS ، تقلل بشكل كبير من الأمراض المرتبطة بالنظافة، وتزيد من حضور الطلاب وتساهم في الكرامة والمساواة بين الجنسين.[27] يساهم الماء والصرف الصحي في المدارس في بيئات مدرسية صحية وآمنة ومأمونة يمكنها حماية الأطفال من المخاطر الصحية وسوء المعاملة والاستبعاد. كما يمكّن الأطفال من أن يصبحوا عوامل تغيير لتحسين ممارسات المياه والصرف الصحي والنظافة في أسرهم ومجتمعاتهم.
لا يوجد لدى أكثر من نصف جميع المدارس الابتدائية في البلدان النامية التي لديها بيانات متاحة مرافق مياه كافية، ويفتقر ثلثا المدارس تقريباً إلى الصرف الصحي المناسب ([27]). وحتى في الأماكن التي توجد فيها المرافق، فإنها غالباً ما تكون في حالة سيئة.
تشمل أسباب نقص مرافق المياه والصرف الصحي المفقودة أو سيئة الصيانة في المدارس في البلدان النامية الافتقار إلى التعاون بين القطاعات؛ تفتقر إلى التعاون بين المدارس والمجتمعات والمستويات الحكومية المختلفة؛ فضلا عن الافتقار إلى القيادة والمساءلة. [28]
تؤدي المحرمات الثقافية القوية حول مسألة الحيض، والتي توجد في العديد من المجتمعات، إلى جانب عدم وجود خدمات إدارة النظافة الشخصية في المدارس، إلى بقاء الفتيات بعيدًا عن المدرسة أثناء الحيض. [29]

## اقتراب
تشمل طرق تحسين وضع البنية التحتية للصرف الصحي والنظافة العامة في المدارس على مستوى السياسات: توسيع نطاق قطاع التعليم، وإنشاء نظام منهجي لضمان الجودة، وتوزيع واستخدام الأموال بحكمة. [28] وتشمل التوصيات العملية الأخرى: اتباع إستراتيجية تعبئة واضحة ومنتظمة، ودعم قطاع التعليم لتعزيز الشراكات المشتركة بين القطاعات، وإنشاء نظام مراقبة مستمر يقع داخل قطاع التعليم، وتثقيف المعلمين والمشاركة مع إدارة المدرسة. [28]

## تمكين البيئة
إن الدعم الذي تقدمه وكالات التنمية للحكومة على المستوى الوطني ومستوى الولاية والمحافظة يفيد في إنشاء ما يشار إليه عادة على أنه بيئة مواتية لمياه الشرب والصرف الصحي في المدارس. ويشمل ذلك سياسات سليمة واستراتيجية مناسبة وموارد جيدة والتخطيط الفعال. يجب أن تستمر هذه الجهود على مدى فترات زمنية أطول لأن وزارات وإدارات التعليم منظمات كبيرة جدًا، والتي تظهر بشكل عام الكثير من القصور الذاتي وبطيئة في الإصلاح. [30] [31]
يعتمد النجاح أيضًا على القيادة على المستوى المحلي والتزام جماعي حقيقي لأصحاب المصلحة في المدارس نحو تطوير المدارس. إن تنمية رأس المال البشري والاجتماعي بين أصحاب المصلحة في المدارس الأساسية أمر مهم. ينطبق هذا على الطلاب والنوادي التمثيلية لهم، ومدير المدرسة والمعلمين، وأولياء الأمور وأعضاء SMC. علاوة على ذلك، يجب إشراك أصحاب المصلحة الآخرين في مجال تأثيرهم المباشر، مثل: أفراد المجتمع، والمنظمات المجتمعية، ومسؤولي التعليم، والسلطات المحلية. [32] [33]

## وصلات خارجية
- Water, Sanitation and Hygiene (WASH) - المفوضية السامية للأمم المتحدة لشؤون اللاجئين website
- Global Water, Sanitation and Hygiene Home - Healthy Water - مراكز مكافحة الأمراض واتقائها website
- NGO in Water, Sanitation and Hygiene (WASH) KHUSHII - [[Kinship for Humanitarian, Social and Holistic Intervention i